# Легка атлетика на Літній універсіаді 1977
Змагання з легкої атлетики на Літній універсіаді 1977 проходили 19-23 серпня в Софії на стадіоні «Васил Левський».
Жіночий біг на 3000 метрів, включений до програми змагань попередньої Універсіади, 1977 року представлений не був.

## Призери

### Чоловіки
| Дисципліни                | Золото                                                                 | Золото              | Срібло                                                             | Срібло  | Бронза                                                    | Бронза  |
| ------------------------- | ---------------------------------------------------------------------- | ------------------- | ------------------------------------------------------------------ | ------- | --------------------------------------------------------- | ------- |
| 100 метрів                | Сільвіо Леонард Куба                                                   | 10,08               | Петар Петров Болгарія                                              | 10,19   | Освальдо Лара Куба                                        | 10,31   |
| 200 метрів                | Кленсі Едвардс США                                                     | 20,46               | Сільвіо Леонард Куба                                               | 20,64   | Вільям Снодді США                                         | 21,17   |
| 400 метрів                | Альфонс Брейденбах Бельгія                                             | 45,18               | Віллі Сміт США                                                     | 45,34   | Ришард Подлас Польща                                      | 45,36   |
| 800 метрів                | Альберто Хуанторена Куба                                               | 1.43,4 WR (1.43,44) | Мілован Савич Югославія                                            | 1.45,6  | Жозе Маражо Франція                                       | 1.45,89 |
| 1500 метрів               | Йозеф Плахій Чехословаччина                                            | 3.40,2              | Майк Кернс Велика Британія                                         | 3.40,9  | Абдеррахман Морселі Алжир                                 | 3.41,0  |
| 5000 метрів               | Енн Селлік СРСР                                                        | 13.44,6             | Єжі Коволь Польща                                                  | 13.45,1 | Леонід Мосеєв СРСР                                        | 13.45,6 |
| 10000 метрів              | Леонід Мосеєв СРСР                                                     | 29.12,0             | Франко Фава Італія                                                 | 29.12,7 | Іліє Флорою Румунія                                       | 29.13,4 |
| 110 метрів з бар'єрами    | Алехандро Касаньяс Куба                                                | 13,21 WR            | Ян Пустий Польща                                                   | 13,53   | В'ячеслав Кулебякін СРСР                                  | 13,55   |
| 400 метрів з бар'єрами    | Том Ендрюс США                                                         | 49,52               | Клаус Шенбергер НДР                                                | 49,55   | Рольф Циглер ФРН                                          | 49,72   |
| 3000 метрів з перешкодами | Міхаель Карст ФРН                                                      | 8.25,9              | Пауль Копу Румунія                                                 | 8.28,8  | Рон Еддісон США                                           | 8.29,4  |
| 4×100 метрів              | СРСРМикола Колесников Олександр Аксинін Юрій Сілов Володимир Ігнатенко | 38,75               | ІталіяСтефано Куріні Стефано Радзорі П'єтро Фаріна Лучано Каравані | 39,15   | СШАВільям Снодді Майк Кі Кленсі Едвардс Гарві Гланс       | 39,17   |
| 4×400 метрів              | СШАЕлвіс Дженнінгс Віллі Сміт Тім Дейл Том Ендрюс                      | 3.01,2              | ПольщаЄжі П'єтшик Генрик Галант Цезарій Лапінський Ришард Подлас   | 3.01,5  | ФРНЛотар Кріг Еберхард Шнайдер Ульріх Цункер Рольф Ціглер | 3.06,3  |
| Стрибки у висоту          | Яцек Вшола Польща                                                      | 2,22                | Поль Поаніва Франція                                               | 2,19    | Олександр Григор'єв СРСР                                  | 2,19    |
| Стрибки з жердиною        | Владислав Козакевич Польща                                             | 5,55                | Тадеуш Слюсарський Польща                                          | 5,50    | Володимир Трофіменко СРСР                                 | 5,50    |
| Стрибки в довжину         | Ненад Стекич Югославія                                                 | 7,97                | Гжегож Цибульський Польща                                          | 7,95    | Давід Жиралт Куба                                         | 7,92    |
| Потрійний стрибок         | Анатолій Піскулін СРСР                                                 | 17,30w              | Рон Ліверс США                                                     | 16,96w  | Віллі Бенкс США                                           | 16,94   |
| Штовхання ядра            | Вальчо Стоєв Болгарія                                                  | 19,55               | Ніколай Христов Болгарія                                           | 19,44   | Вольфганг Варнемюнде НДР                                  | 18,94   |
| Метання диска             | Микола Вихор СРСР                                                      | 64,14               | Володимир Раєв СРСР                                                | 62,42   | Вольфганг Варнемюнде НДР                                  | 61,98   |
| Метання молота            | Емануїл Дюльгеров Болгарія                                             | 73,50               | Юрій Сєдих СРСР                                                    | 72,42   | Олександр Козлов СРСР                                     | 72,40   |
| Метання списа             | Василь Єршов СРСР                                                      | 81,60               | Девід Оттлі Велика Британія                                        | 81,14   | Валентин Джонєв Болгарія                                  | 79,76   |
| Десятиборство             | Зепп Цайльбауер Австрія                                                | 8097                | Валерій Качанов СРСР                                               | 7958    | Румен Петров Болгарія                                     | 7949    |

### Жінки
| Дисципліни             | Золото                                                                 | Золото   | Срібло                                                                  | Срібло | Бронза                                                                 | Бронза |
| ---------------------- | ---------------------------------------------------------------------- | -------- | ----------------------------------------------------------------------- | ------ | ---------------------------------------------------------------------- | ------ |
| 100 метрів             | Людмила Сторожкова СРСР                                                | 11,21 NR | Андреа Лінч Велика Британія                                             | 11,22  | Сільвія Чивас Куба                                                     | 11,57  |
| 200 метрів             | Сільвія Чивас Куба                                                     | 23,08    | Марина Сидорова СРСР                                                    | 23,09  | Андреа Лінч Велика Британія                                            | 23,23  |
| 400 метрів             | Розалін Браянт США                                                     | 52,10    | Наталія Соколова СРСР                                                   | 52,15  | Беатріс Кастільйо Куба                                                 | 52,95  |
| 800 метрів             | Тотка Петрова Болгарія                                                 | 1.57,6   | Тетяна Казанкіна СРСР                                                   | 1.58,6 | Светла Колева Болгарія                                                 | 1.58,9 |
| 1500 метрів            | Тотка Петрова Болгарія                                                 | 4.05,7   | Наталія Мерешеску Румунія                                               | 4.05,8 | Марічіка Пуйке Румунія                                                 | 4.06,4 |
| 100 метрів з бар'єрами | Гражина Рабштин Польща                                                 | 12,86    | Тетяна Анисимова СРСР                                                   | 13,03  | Наталія Лебедєва СРСР                                                  | 13,05  |
| 4×100 метрів           | СРСРЛюдмила Маслакова Віра Анісімова Марина Сидорова Тетяна Пророченко | 43,16    | БолгаріяСофка Попова Атанаска Георгієва Іванка Валкова Любина Димитрова | 44,30  | ПольщаБогуслава Канецька Гелена Флісник Ева Вітковська Єва Длуголецька | 44,79  |
| Стрибки у висоту       | Сара Сімеоні Італія                                                    | 1,92     | Деббі Брілл Канада                                                      | 1,90   | Тетяна Бойко СРСР                                                      | 1,86   |
| Стрибки в довжину      | Жаклін Курте Франція                                                   | 6,38     | Ярміла Нигринова Чехословаччина                                         | 6,35   | Джоді Андерсон США                                                     | 6,35   |
| Штовхання ядра         | Єлена Стоянова Болгарія                                                | 19,98    | Ніна Ісаєва СРСР                                                        | 19,56  | Гельма Кноршайдт НДР                                                   | 19,29  |
| Метання диска          | Марія Вергова Болгарія                                                 | 66,34    | Світлана Мельникова СРСР                                                | 61,78  | Радостіна Бахчеванова Болгарія                                         | 61,08  |
| Метання списа          | Надія Якубович СРСР                                                    | 61,42    | Іванка Ванчева Болгарія                                                 | 61,12  | Аранка Вагаші Угорщина                                                 | 61,12  |
| П'ятиборство           | Валентина Димитрова Болгарія                                           | 4630     | Джейн Фредерік США                                                      | 4625   | Катерина Смирнова СРСР                                                 | 4521   |

## Медальний залік
| Місце                | Країна               | Золото | Срібло | Бронза | Загалом |
| -------------------- | -------------------- | ------ | ------ | ------ | ------- |
| 1                    | СРСР                 | 9      | 9      | 8      | 26      |
| 2                    | Болгарія             | 7      | 4      | 4      | 15      |
| 3                    | США                  | 4      | 3      | 5      | 12      |
| 4                    | Куба                 | 4      | 1      | 4      | 9       |
| 5                    | Польща               | 3      | 5      | 2      | 10      |
| 6                    | Італія               | 1      | 2      | 0      | 3       |
| 7                    | Франція              | 1      | 1      | 1      | 3       |
| 8                    | Югославія            | 1      | 1      | 0      | 2       |
| 8                    | Чехословаччина       | 1      | 1      | 0      | 2       |
| 10                   | ФРН                  | 1      | 0      | 2      | 3       |
| 11                   | Австрія              | 1      | 0      | 0      | 1       |
| 11                   | Бельгія              | 1      | 0      | 0      | 1       |
| 13                   | Велика Британія      | 0      | 3      | 1      | 4       |
| 14                   | Румунія              | 0      | 2      | 2      | 4       |
| 15                   | НДР                  | 0      | 1      | 3      | 4       |
| 16                   | Канада               | 0      | 1      | 0      | 1       |
| 17                   | Алжир                | 0      | 0      | 1      | 1       |
| 17                   | Угорщина             | 0      | 0      | 1      | 1       |
| Загалом (18 збірних) | Загалом (18 збірних) | 34     | 34     | 34     | 102     |

## Виступ українців
| Чоловіки (8) | Чоловіки (8)        | Чоловіки (8)  | Чоловіки (8)       |
| Місце        | Атлет               | Дисципліна    | Результат          |
| ------------ | ------------------- | ------------- | ------------------ |
| 1            | Володимир Ігнатенко | 4×100 м       | 38,75              |
| 1            | Василь Єршов        | спис          | 81,60 (82,14)[a]   |
| 2            | Юрій Сєдих          | молот         | 72,42              |
|              | Василь Архипенко    | 400 м з/б     | 49,90 (49,72)[a]   |
|              | Анатолій Решетняк   | 4×400 м       | 3.06,9             |
|              | Олександр Яковлєв   | потрійний     | 16,83w             |
|              | Анатолій Решетняк   | 800 м         | 1.47,4 (1.46,5)[a] |
|              | Анатолій Жеребцов   | спис          | 76,92              |
|              | Петро Клімов        | десятиборство | 7401               |

| Жінки (3) | Жінки (3)         | Жінки (3)  | Жінки (3)        |
| Місце     | Атлетка           | Дисципліна | Результат        |
| --------- | ----------------- | ---------- | ---------------- |
| 1         | Тетяна Пророченко | 4×100 м    | 43,16            |
|           | Тетяна Пророченко | 200 м      | 23,30 (23,11)[a] |
|           | Тетяна Скачко     | довжина    | 6,31 (6,47)[a]   |
|           | Віра Цапкаленко   | ядро       | 18,52            |

a  У дужках вказаний кращий результат, показаний у попередньому забігу або у кваліфікації.